# Nassoulou
Nassoulou är en ort i Burkina Faso.   Den ligger i regionen Centre-Ouest, i den centrala delen av landet, 60 km väster om huvudstaden Ouagadougou. Nassoulou ligger 317 meter över havet och antalet invånare är 6 638.
Terrängen runt Nassoulou är platt. Närmaste större samhälle är Nandiala, 6,0 km väster om Nassoulou.
Omgivningarna runt Nassoulou är en mosaik av jordbruksmark och naturlig växtlighet. Runt Nassoulou är det ganska tätbefolkat, med 116 invånare per kvadratkilometer.